# Ormidia
Ormidia (gr. Ορμίδεια lub Ορμήδεια) – wieś w Republice Cypryjskiej, w dystrykcie Larnaka. W 2011 roku liczyła 4189 mieszkańców.